# Барку (графство)
Ба́рку (англ. Shire of Barcoo) — район местного самоуправления на юго-западе Квинсленда, Австралия. В июне 2018 года население района составило 267 человек.

## История
Район местного самоуправления Барку был создан в 1887 году.

## География
Барку находится в центральной Австралии, на юго-западе штата Квинсленд. Своё название район получил от реки Барку. Площадь составляет 61 830 км2. Административный центр — городок Джунда.

## Климат
На территории района тропический континентальный климат. Средняя температура составляет 27 °С. Самый теплый месяц — январь, при средней температуре 36 °C, а самый холодный — июль при средней температуре 16 °C. Среднее количество осадков составляет 304 миллиметров в год. Самый влажный месяц — февраль (77 мм осадков) , а самый влажный апрель (1 мм осадков). 

## Состав района
В состав района Барку входят пять населённых пунктов:
- Джунда
- Фаррарс-Крик[англ.]
- Стоунхендж
- Станция Танбар[англ.]
- Виндора

## Население
Барку почти не населён. В июне 2018 года население района составляло 267 человек.
| 1933 | 1947 | 1954  | 1961  | 1966 | 1971 | 1976 | 1981 | 1986 | 1991 | 1996 | 2001 | 2006 | 2018 |
| ---- | ---- | ----- | ----- | ---- | ---- | ---- | ---- | ---- | ---- | ---- | ---- | ---- | ---- |
| 957  | 835  | 1,010 | 1,037 | 909  | 734  | 657  | 711  | 566  | 556  | 492  | 576  | 361  | 267  |